# Pompeo Posar
Pompeo Posar (* 21. Februar 1921 in Triest, Italien; † 5. April 2004 in Chicago) war ein Fotograf. Er erstellte Fotos für 40 Cover und 65 Centerfolds für das Playboy Magazin. Seine bekannteste Fotostrecke trägt den Titel „Die erotische Welt des Salvador Dalí“, für die er den surrealistischen Künstler Salvador Dalí auf seinem Landsitz aufsuchte.

## Publikationen
- Playboy: Portfolio : Pompeo Posar (1976)
- Playboy Magazine: Playmates Forever! part two (1984)
- Playboy Special Edition: Playboy's Pompeo Posar a portfolio of beautiful women (1985)